# أرنولد كارتر
أرنولد كارتر (بالإنجليزية: Arnold Carter) هو لاعب كرة قاعدة أمريكي، ولد في 14 مارس 1918 في رينيل في الولايات المتحدة، وتوفي في 12 أبريل 1989 في لويفيل في الولايات المتحدة.

## وصلات خارجية
- أرنولد كارتر على موقع دوري كرة القاعدة الرئيسي (الإنجليزية)
- أرنولد كارتر على موقعبيزبول رفرنس.كوم (الدوري الرئيسي) (الإنجليزية)
- أرنولد كارتر على موقعبيزبول رفرنس.كوم (الدوري الثانوي) (الإنجليزية)